# Abu Shudja Muhammad al-Rudhrawari
Dhahir-ad-Din Abu-Xujà Muhàmmad ibn al-Hussayn ar-Rudhrawarí (àrab: مُحمَّد بن الحُسين بن مُحمَّد بن عبد الله بن إبراهيم الروذراوري, Muḥammad b. al-Ḥusayn b. Muḥammad b. ʿAbd Allāh b. Ibrāhīm ar-Rūḏrãwarī) (Kangavar, 1045 - 1095) fou visir del califat abbàssida. El seu pare era originari del districte de Rudhrawar. El 1078/1079 va exercir breument com a visir del califa al-Múqtadir, en el lloc d'Amid-ad-Dawla ibn Jàhir, que havia estat destituït. Més tard fou cridat altre cop al càrrec el desembre del 1083 o gener del 1084 també per substituir Amid-ad-Dawla, que havia estat novament destituït, i va exercir fins a l'abril o maig del 1091, sent cessat sota pressió del sultà seljúcida Màlik-Xah I. El 1094 va abandonar Bagdad per anar al pelegrinatge i es va establir a Medina on va morir el 1095 quan tenia 51 anys. Va deixar un diwan de poesia del que només s'han conservat 80 versos.